# Anguiller
Un anguiller (ou anguillères) est un trou de petite dimension situé au pied d'un couple où d'une varangue de part et d'autre de la carlingue, afin de permettre à l'eau stagnant dans les fonds, de circuler vers un puisard où elle pourra être aspirée par une pompe.

## Marine traditionnelle en bois
Les anguillers – petits canaux à section triangulaire – étaient pratiqués dans les clefs, sortes de coins à faces légèrement inclinées destinées à solidariser les  couples sur la longueur du navire. Elles permettaient de rétablir la circulation de l'air dans la maille, ou celui de l'écoulement de l'eau susceptible de s'y introduire accidentellement.
Des anguillers semblables à ceux des clefs étaient pratiqués au collet de la varangue de chaque côté du plan diamétral, à une distance égale à peu près à la demi-largeur de la quille; de section plus considérable – la hauteur de ces anguillers dans les grands navires atteignait 5 à 6 centimètres – ils étaient destinés à établir une communication entre toutes les mailles des petits fonds, et permettaient à l'eau qui pouvait y pénétrer de se rendre aux pompes pour être expulsée du navire. Faute d'anguillers les mailles des petits fonds, formant autant de cellules isolées se seraient bientôt remplies jusqu'à la hauteur du collet des varangues, d'une eau stagnante chargée de matières organiques qui venant à se corrompre, aurait produit, surtout dans les pays chauds, « un foyer pestilentiel des plus funestes à la santé et à l'existence des équipages ». Dans ce système de construction les anguillers de la varangue étaient donc indispensables, aussi les pratiquait-on toujours, bien qu'ils fussent très nuisibles à la solidité du navire, puisqu'ils tranchaient profondément les varangues, l'une des pièces qui fatigue le plus et qui a besoin de la plus grande résistance. Du reste comme les mailles sont le réceptacle des débris de toutes sortes provenant des différentes parties du navire, les anguillers sont exposés à être obstrués; aussi lorsqu'on en fait usage, la dernière virure de vaigrage est supprimée et remplacée par un bordage mobile nommé la virure de paraclose que l'on enlève toutes les fois que la maille a besoin d'être nettoyée; on passait aussi à travers tous les anguillers, une chaîne qui restait toujours en place; et si les anguillers paraissaient obstrués, en lui imprimant un mouvement de va-et-vient dans le sens longitudinal, on les débarrassait des corps étrangers, qu'on aurait grand peine à retirer par d'autres moyens vu l'exiguïté de la maille.
Dans les constructions plus tardives de la marine militaire, les anguillers furent supprimés de la membrure, ainsi que des clefs des petits fonds, en prenant le parti de remplir complètement les mailles jusqu'au bout de la varangue, à l'aide de garnis en bois de chêne introduits et assemblés aussi exactement que possible entre les couples, et ayant sur le tour même échantillon que la membrure. Correctement calfatés les fonds du navire sont alors complètement étanches indépendamment du bordé extérieur.

## Marine en fer
Dans le contexte des coques métalliques soudées, un anguiller a également pour objectif :
- d'éviter la superposition de cordons de soudure à l'intersection, par exemple, de trois tôles planes toutes perpendiculaires entre elles (la tenue mécanique de cette superposition de cordons de soudure étant incertaine) ;
- de pouvoir reprendre ou de pouvoir contrôler les soudures après une première réalisation.